# Église Saint-Denis de Graide
Pour les articles homonymes, voir Église Saint-Denis.
L'église Saint-Denis  est un édifice religieux catholique situé dans le village de Graide faisant partie de la commune de Bièvre dans la province de Namur (Belgique). La tour médiévale de l'église est classée.

## Situation
L'édifice est situé sur une petite butte du noyau ancien du village ardennais de Graide, au bout de la rue de l'Église.

## Historique
La période exacte de la construction de la tour est incertaine mais il est probable qu'elle remonte au VIIIe siècle, ce qui ferait de cette tour, l'une des plus anciennes de Belgique encore debout. Elle aurait été construite sous Pépin le Bref (714-768), comme tour de guet ou relais de chasse lors de ses venues à Paliseul et dans les forêts de Graide. Elle est remaniée ou reconstruite probablement en 1567. La nef et les autres parties de l'église sont construites vers 1775.

## Architecture
L'édifice a une longueur d'environ 35 mètres. 

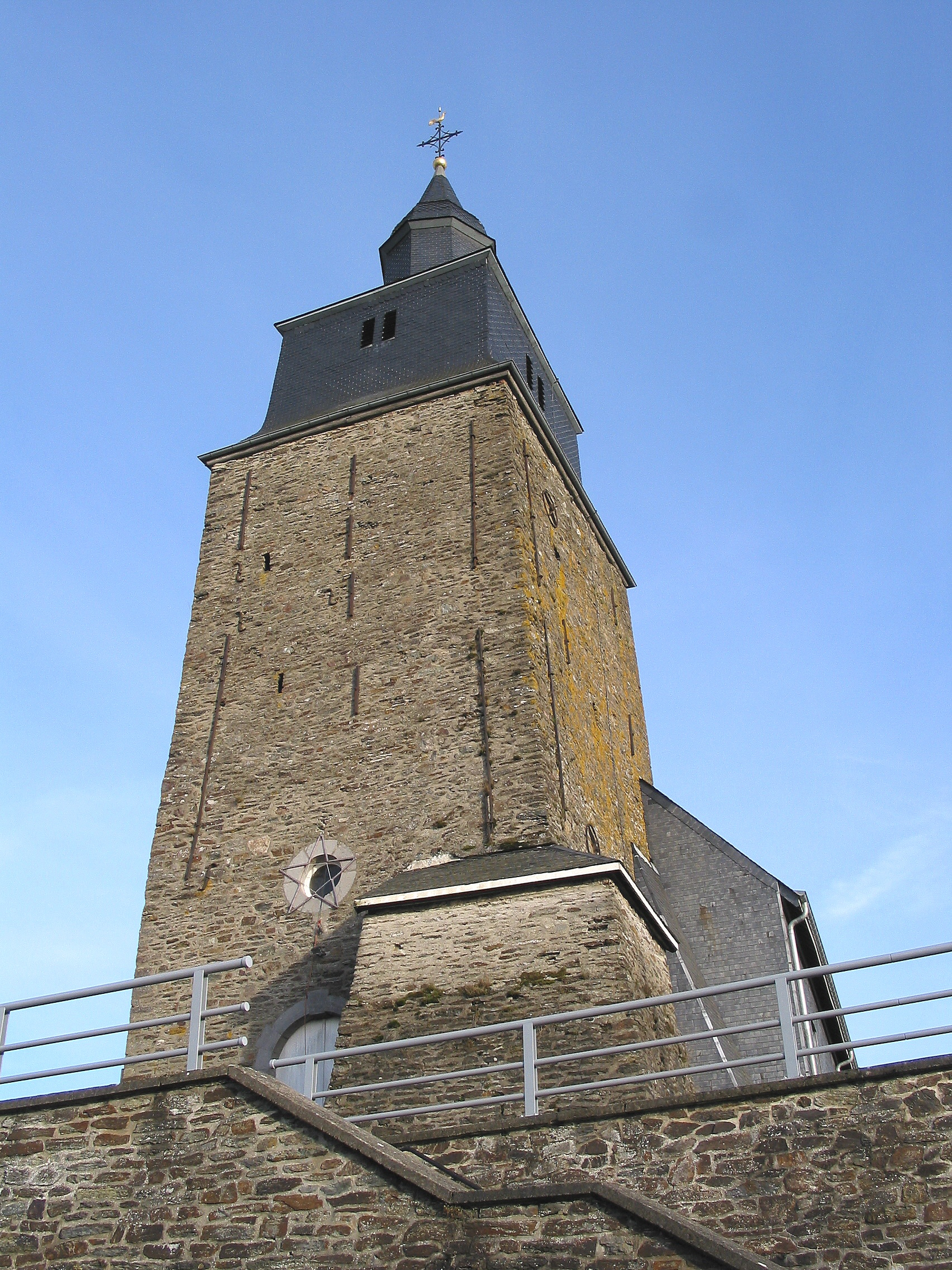
La tour et le clocher de l'église Saint-Denis

La tour carrée de quatre niveaux réalisée en moellons de grès schisteux d'Ardenne est percée à l'origine de petites fentes carrées ou rectangulaires et est bardée de grosses barres de fer, démontrant son caractère défensif. Elle est surmontée d’une toiture d’ardoises à plusieurs niveaux se terminant par une flèche octogonale avec deux sections bulbeuses surmontée d'une croix en fer forgé et d'un coq en girouette. 
La nef possède quatre travées, le chevet, plus étroit mais de même hauteur, compte deux autres travées et l'abside, trois pans coupés. Les baies de la nef et du chevet ornées de vitraux ont un encadrement en pierres calcaires harpées et en arcs surbaisés. Un oculus harpé se situe sur le pan axial de l'abside au-dessus d'un crucifix. Le côté sud de la nef et du chevet est bardé d'ardoises.

## Intérieur
Parmi les éléments les plus anciens et les plus représentatifs de l'intérieur de cette église, on peut voir des fonts baptismaux de 1500, un Christ en croix du XVIe siècle avec le symbole des Evangélistes aux extrémités, un bénitier en marbre noir de 1605, un ostensoir-soleil de 1733 ainsi qu’une statue de Saint Denis en bois peint du XIXe siècle.

## Classement
La tour de l'église Saint-Denis est reprise depuis le 25 septembre 1947 sur la liste du patrimoine immobilier classé de Bièvre.